# Wolfella ensiformis
Wolfella ensiformis är en insektsart som beskrevs av Schmidt 1924. Wolfella ensiformis ingår i släktet Wolfella och familjen dvärgstritar. Inga underarter finns listade i Catalogue of Life.